# Lulz Security
Lulz Security (también denominado LulzSec) fue un grupo hacker black hat. Su lema es Laughing at your security since 2011! (“¡Riéndose de tu seguridad desde 2011!”). Algunos alegan, que los fundadores fueron Lauren Ludosky (1984) y Emmanuel Lzodkasky (1993). Por eso "Lulz".  LulzSec es responsable de varios ataques de alto perfil, incluyendo el robo de más de 1 000 000 de cuentas de usuario de Sony en 2011, que según anuncia la compañía, nada más fueron 37 500 cuentas, ganando la atención de sus objetivos de alto perfil. Este grupo tendría aproximadamente más de 250.000 miembros en todo el mundo.

## Ataques

### Sony
En mayo de 2011, miembros del grupo, se adjudicaron la responsabilidad por el ataque a Sony donde tomaron datos de nombres, direcciones de correo electrónico, domicilios y fechas de nacimiento de miles de personas. El grupo afirmó que se utilizó la técnica de Inyección SQL, y fueron motivados por acciones legales de Sony contra George Hotz, creador del Jailbreak, para la PlayStation 3. El grupo afirma que lanzará un ataque que será el "principio del fin" para Sony. En el sexto ataque a la compañía, el grupo afirmó haber logrado extraer de los servidores de Scedev.net: códigos, librerías y APIs necesarias para la creación de juegos, los cuales fueron liberados en un archivo de 54MB.

### PBS
En junio de 2011, LulzSec consigue hackear el website de Public Broadcasting Service, en protesta por el documental sobre Wikileaks, y publicación de mensajes de Bradley Manning, robaron datos de usuario y publicaron una historia falsa donde se afirmaba que el rapero Tupac Shakur (asesinado en 1996) estaba viviendo en Nueva Zelanda.

### CIA
El lunes 13 de junio de 2011 el Gobierno estadounidense reconoció que la página web del Senado estadounidense también fue atacada por este grupo. 
En un mensaje a través Twitter, el grupo escribió "Tango down -cia.gov- for the lulz" ("Tango derribado -cia.gov- por diversión"). La revelación llegó después de que Lulz Security dijera que entraron en la red de ordenadores del Senado de Estados Unidos. "No nos gusta mucho el Gobierno de Estados Unidos", dijo Lulz Security al principio del comunicado que siguió al ataque.

### NASA
El domingo 8 de junio de 2012 a través de una cuenta de Twitter, el grupo escribió "#LulzSec is Back - 2012" presentando junto al mensaje un Pastebin con datos personales de empleados y trabajadores de la NASA los cuales portaban nombres, direcciones, números de teléfonos y correos.

## Operación AntiSec
Los grupos hackers Lulz Security y Anonymous, se unieron para realizar acciones contra todo “gobierno, organización o agencia que trate de coartar la libertad en la red”. El 22 de junio, su primer objetivo fue Brasil, por un ataque DDoS: "Tango abajo, gobierno y presidencia de Brasil… nuestra unidad en Brasil está haciendo progresos".

## Cese de actividades
El grupo confirmó el cese en los ataques contra empresas multinacionales y gobiernos el 26 de junio del 2011, debido a que este grupo de seis miembros se había unido por un plazo 50 días.[cita requerida]
El 25 de junio del 2011 se publicaron en el sitio web pastebin.com datos personales de los miembros de Lulz Security y conversaciones que habían tenido entre ellos. Esto hizo que el grupo se disolviera y confirmara su fin. Este es su mensaje final difundido por Twitter:

«Unidos, juntos, podemos aplastar a nuestros opresores comunes y dotarnos a nosotros mismos del poder y de la libertad que merecemos»

Tras un período de inactividad, se registraron acciones por parte del grupo hacker 7ulzsec, el cual había colaborado junto a Level7Crew, HlotW y Pinoy LulzSec.